# Sophie Schulze
Sophie Schulze, née en 1973, est une femme de lettres française.

## Œuvres

### Romans
- Allée 7, rangée 38, roman, Paris, éditions Léo Scheer, 2011, 92 p.  (ISBN 978-2-7561-0332-7)[1],[2]
- Moscou-PSG, comédie ; suivi de Natacha ou 21 scènes de printemps, portrait, Paris, éditions Léo Scheer, 2013, 149 p.  (ISBN 978-2-7561-0422-5)
- A+2, roman, Paris, éditions Léo Scheer, 2014, 144 p.  (ISBN 978-2-7561-0450-8)[3]
- Syntagma square, roman collectif européen, coécrit avec Nuno Camarneiro (pt) (Prix Leila, 2012), Alexis Pansélinos (en) (Gallimard), Inge Meyer Dietrich (de), Ruxandra Ceséréanu, Mario Crespo, Marco Truzzi, Alan Monaghan (en) (en ligne : www.syntagmasquare.eu, avec le soutien du DICRéAM (CNC), 2015
- Le Livre ouvert, éditions Léo Scheer, 2022 100 p. (ISBN 978-2-7561-1389-0)

### Essais
- Nom de pays, Karl, essai, Paris, éditions Léo Scheer, coll. Variations, 2013, 72 p.  (ISBN 978-2-7561-0430-0)[4]
- Hannah Arendt, les juristes et le concept de totalitarisme, éditions Kimé, collection Nomos & Normes, 2020  (ISBN 978-2-84174-989-8) [5]

### Traduction
- Le Pirate qui ne connait pas la valeur de Pi, d'Eugène Ostashevsky (de), poésie, traduit de l'anglais (US), éditions Atelier de l'Agneau, coll. bilingue, 2017, 68 p.  (ISBN 978-2-37428-005-9)

### Articles
- « Pour en venir à Nathalie Sarraute », La revue littéraire, Ed. Léo Scheer, Paris, 2012
- « Granel, le philosophe à qui on doit la déconstruction », Nouvel Obs, Paris, mai 2014
- Interview of French philosopher Michel Onfray, The Odessa Review, mai 2016
- « Politique des limites, limites des politiques, la place du droit dans la pensée de Hannah Arendt de Vincent Lefebvre », recension, Droit et Société, 2016